# Благослови цей безлад
«Благослови цей безлад» («Благослови цей бардак», англ. Bless This Mess) — американський ситком, створений Лейк Белл та Елізабет Мерівезер для телемережі ABC. Головні ролі зіграли Декс Шепард, Лейк Белл, Джей Ті Ніл, Пем Ґрієр та Ед Беглі молодший.
Спочатку пілотний випуск півгодинного телешоу замовила мережа Fox, але потім серіал викупила ABC. Прем'єрний показ відбувся 16 квітня 2019 року. У травні ABC продовжила серіал на другий сезон, який розпочався 24 вересня 2019 року. У травні 2020 року серіал було скасовано після двох сезонів.

## Синопсис
Молода пара Майк і Ріо залишають квартиру в Нью-Йорку та переїжджають на ферму в Бакснорті, штат Небраска, яку Майк успадкував від своєї двоюрідної тітки. Вони знаходять занедбане господарство та будинок, зайнятий старим на ім'я Руді Лонгфелло. Містяни вирішують залишитися та стати фермерами. Вони намагаються керувати господарство та пристосуватися до дивного для них селянського життя та місцевих жителів.

## Акторський склад

### Основні актори
- Декс Шепард — Майк (Майкл) Левін-Янг, колишній музичний журналіст із Нью-Йорка.
- Лейк Белл — Ріо Левін-Янг, колишня психотерапевт, дружина Майка.
- Джей Ті Ніл — Джейкоб Боуман, син сусідів Майка та Ріо.
- Пем Ґрієр — Констанс Террі, власниця магазину «У Конні» та місцевий шериф.
- Ед Беглі молодший — Руді Лонгфелло, живе в коморі Левін-Янгів.
- Девід Кокнер — Бо Боуман, власник ранчо, який намагається купити ферму Левін-Янгів, але згодом подружився з ними. Батько Джейкоба.
- Леннон Парем — Кей Боуман, сусідка Ріо та Майка, дружина Бо, мати Джейкоба.
- Ленгстон Керман — Брендон Террі (2 сезон), син Констанс.

### Повторювані ролі
- Сюзі Ессман — Донна Левін, мати Ріо.
- Джим О'Гейр — Кент, міський ветеринар.
- Ненсі Ленеган — Деб, дружина Кента, поштарка.
- Ліза Лінке — Клара, непристосована до життя подруга Ріо.
- Белль Адамс — Джанін, надзвичайно непокірна дівчина Джейкоба.
- Джеффрі Оуенс — пастор Пол.

## Гостьові ролі
- Марла Гіббс — Белль, літня вимоглива мати Констанс Террі.
- Джессіка Сент-Клер — Стейсі Грішем, сестра Кей Боуман.
- Ріта Морено — Тереза, колишня дружина Руді Лонгфелло.
- Едвард Джеймс Олмос — Ренді, новий чоловік Терези.
- Ніколь Річі — Сієрра, заможна світська левиця, подруга Ріо з Нью-Йорка.
- Мартін Малл — Мартін Янг, батько Майка.
- Крістін Естабрук — Маріанна Янг, мати Майка.
- Раян Генсен — Метт Янг, брат Майка.